# Allard V van Buren

Familiewapen van Buren

Allard V van Buren (ook Alard of Allart) (ca. 1336- ca. 1408) was een ridder en heer van Buren en Beusichem. Hij verleende in 1395 de stad Buren haar stadsrechten.
Allard was de zoon van Allard IV van Buren en Mabelia van Caets, dochter van Gijsbert van Kaets, heer van Beusichem en borg van de bisschop van Utrecht.  Hij was de eerste die zich heer van Buren en Beusichem noemde, na het overlijden van zijn moeder rond 1367.
In Buren is een straat naar hem vernoemd, de Ridder Allard Laan.

## Huwelijk en kinderen
Allard huwde met Elisabeth van Bronckhorst, dochter van Gijsbert V van Bronckhorst (circa 1316 - 1356) en Catharina van Leefdael.
Ze kregen zes kinderen:
- Elizabeth van Buren (1360-). Ze trouwde op 2 januari 1398 met Jan van Vianen (1360 - 7 april 1421) heer van Beverweerd. Hij was een zoon van Zweeder van Vianen en Mechteld van Zuylen.
- Gijsbert van Buren (ca. 1366 - voor 1403) getrouwd (1389) met Catherine de Heinsberg (ca. 1370-) dochter van Godfried van Dalenbroek en Filippa van Gulik[3]
  - Willem van Buren (1390/1402 - na 1470 Luik ) begraven naast zijn vrouw in het Bonnefantenklooster, trouwt eerst met Marguerite, een natuurlijke dochter van de graaf van Luxemburg dit huwelijk blijft kinderloos.  Zijn tweede huwelijk (ca. 1428) is met Irmgard van Lippe (-17 juli 1463), dochter van Bernard van Lippe[3][4]
    - Vincent van Buren (1420/7- 1492/1506) getrouwd met Agnès van der Eese van Gramsbergen ( - na 1505 )[3]
    - Elsa (1429 - 1473), Abdis van Thorn (1454-) waar ze haar nicht Jacoba van Heinsberg opvolgt.[3]
    - Gijsbert (1420/8 - 1473?), Aartsdiaken in Condroz (1455-)[3]
    - Allard ( -1467?), Aartsdiaken in Famenne (1455-)[3]

  - Jan van Buren (1391/1403 - 23 januari 1428, Culemborg) Proost in Aken (1419-), als opvolgers van zijn neef Jan van Heinsberg, Proost van de Mariakerk te Utrecht (ca. 1423), Kanunnik in Saint-Lambert in Luik [3]
- Johan / Jan van Buren, Heer van Ewijk[3] trouwde met Eleonora van Borselen vrouwe van St.Maartensdijk (-8 januari 1485). Zij was een zuster van den graaf van Oostervant. 
  - Elisabeth van Buren vrouwe van Ewijk trouwde in 1441 met Gerard II van Culemborg.
- Belia van Buren, trouwde met Reinald IV van Coevorden. Haar huwelijk bleef kinderloos.[5]
- Catharina van Buren
- Allard VI van Buren
- Arnoud van Buren

Andere bronnen noemen Allard V als de eega van Elisabeth van Bronckhorst, een nazaat van Karel de Grote .
Allards kleinzoon Willem van Buren behoort in de Gelderse successie strijd bij de tegenstanders van Arnold van Egmond, hertog van Gelre, een keuze die zijn familie geschiedenis zal bepalen. Die strijd met Arnold begint als Willem tegen de benoeming van Arnold als Hertog stemt. Hij geeft daarom pas in 10 Oktober 1423 hulde. Als  Rudolf van Diepholt, Bisschop van Utrecht wil worden, geeft Willem hem zijn steun, en niet aan zijn buur, en Arnold's kandidaat Zweder van Culemborg. In 1427 leidt hij voor Rudolf een Utrecht's leger dat Tiel wil innemen, op de terugweg wordt het klooster Marienweerd in brand gestoken, voor deze actie laat de Hertog zijn landen brandschatten. Dat stopt hem niet om op 23 januari 1428 de stad Culemborg in te willen nemen met een verrassingsaanval, ook deze actie mislukt en zijn broer Jan wordt gevangen genomen en gelyncht. 
In 1434 neemt Willem wapens op voor Adolf van Gulik-Berg, die nog steeds aanspraak maakt op Gelre. Arnold verzamelt daarop, in Juni, o.a. de milities van Nijmegen, Arnhem, en Zutphen, en belegert het kasteel Buren dat pas in Maart 1535 valt. Willem en zijn familie worden uit hun goederen verdreven, en vluchten. Daarmee is er geen vrede tussen de Arnold en de familie van Willem, op 3 november 1444 tijdens de slag bij Linnich wordt de dominus de Bueren geroemd om zijn uitzonderlijke moed. Ondanks dat kon hij daarna niet meer te rekenen op bescherming van Berg en Heinsberg, dit werd verboden in het vredesverdrag van 21 November 1444. In 1453 wonen Willem en zijn familie in Luik, waar ze actief deelnemen aan de Luikse Oorlogen.

Arnold zou, tegen zijn wil, nog veel zien van het slot Buren omdat hij door zijn zoon, Adolf van Egmond, daar 7 jaar lang gevangen werd gehouden.
De Heerlijkheid Buren kwam in 1473 in bezit van Arnolds neef Frederik van Egmond, die in 1492 werd beleend met de titel "Graaf van Buren". Via Anna van Egmond, vrouw van Willem van Oranje, kwam Buren in bezit van de Oranjes, die tot op de dag van vandaag de titel "Graaf van Buren" dragen.
Het bloed van Allard van Buren stroomt door de aderen van verschillende Europese vorsten, Prins Charles, Juan Carlos en anderen.
In het televisieprogramma verborgen verleden kwam naar voren dat de DJ Armin van Buuren van Allard afstamt.